# Stewarts gors
De Stewarts gors (Emberiza stewarti) is een zangvogel uit de familie van gorzen (Emberizidae).

## Verspreiding en leefgebied
Deze soort komt voor van Zuid-Turkmenistan tot Noord-Afghanistan, Noord-Pakistan en Noordwest-India.